# Erginulus serratifer
Erginulus serratifer is een hooiwagen uit de familie Cosmetidae.